# Ballester comú

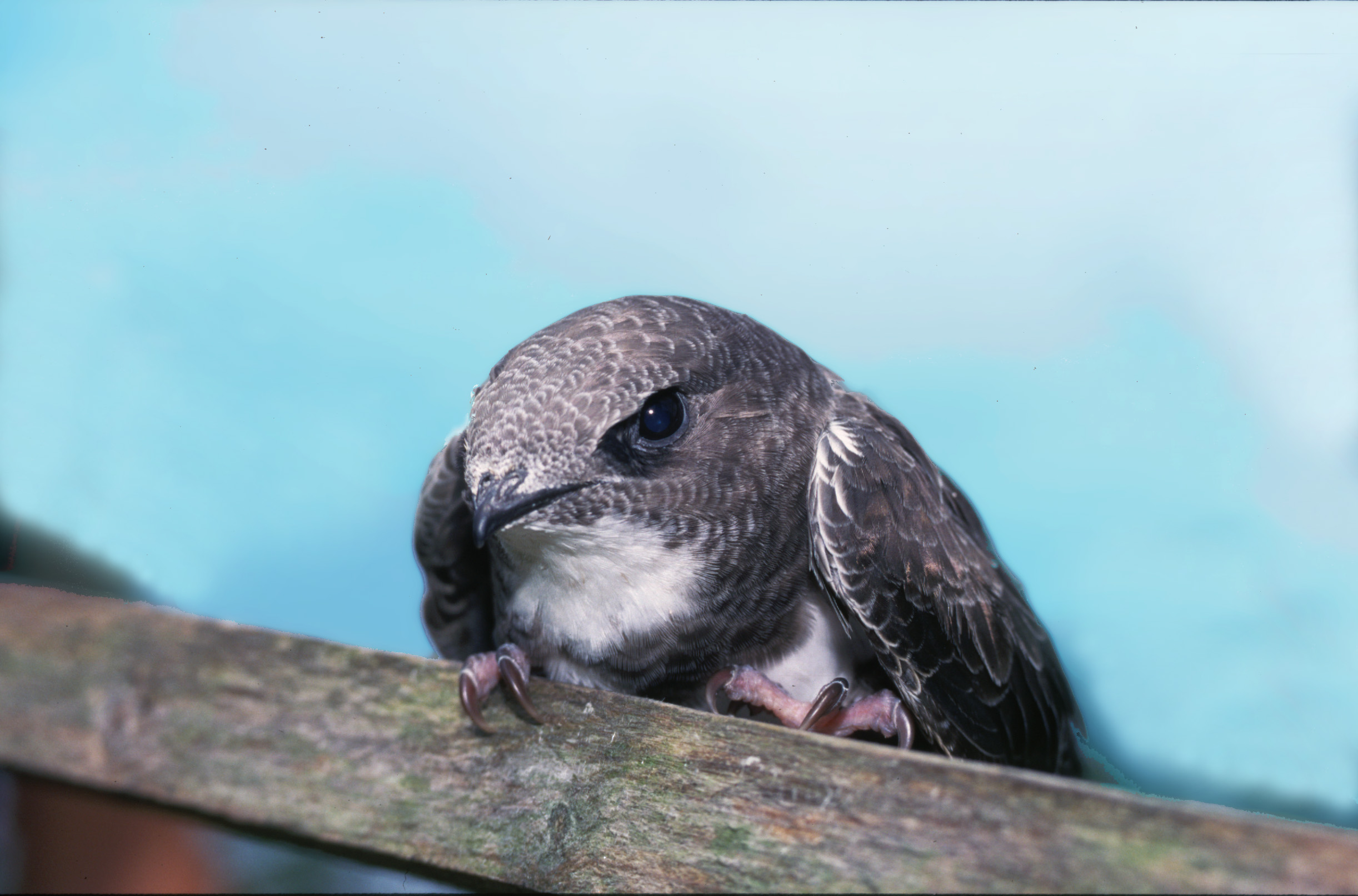
Ballester

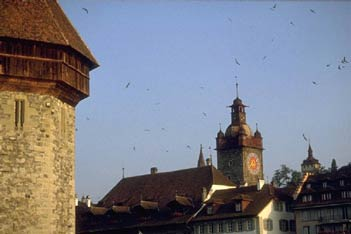
Estol de falzies reials

El ballester comú, ballester gros, ballester de ventre blanc, avió, falzia reial a les Balears o falcia de panxa blanca al País Valencià (Tachymarptis melba, anteriorment Apus melba), és un ocell de l'ordre dels apodiformes i més gros que el falciot negre.

## Morfologia
- Fa 21 cm de llargària total i 55 d'envergadura alar.
- No és d'un color tan fosc com el falciot negre.
- La part inferior és blanca, menys la cua i la banda fosca pectoral.
- No presenta dimorfisme sexual.

## Subespècies
- T. m. melba (Linnaeus, 1758). Pel sud d'Europa fins al nord-oest de l'Iran.
- T. m. tuneti (Tschusi, 1904). El Marroc i des de l'Orient Mitjà fins Pakistan
- T. m. archeri (Hartert, 1928). Des de Somàlia septentrional i el sud-oest d'Aràbia fins Jordània i Israel.
- T. m. maximus (Ogilvie-Grant, 1907). Muntanyes del Rwenzori.
- T. m. africanus (Temminck, 1815). Des d'Etiòpia fins Àfrica del Sud i sud-oest dAngola.
- T. m. marjoriae (Bradfield, 1935). Del nord de Namíbia i zona properes de Sud-àfrica.
- T. m. willsi (Hartert, 1896). Madagascar.
- T. m. nubifugus (Koelz, 1954). De l'Himàlaia.
- T. m. dorabtatai (Abdulali, 1965). De l'Índia occidental.
- T. m. bakeri (Hartert, 1928). De Sri Lanka.

## Reproducció
Ambdós pares construeixen el niu enganxant amb llur saliva plomes, molsa i altres materials. Al maig-juny hi pondran 2 o 3 ous que covaran tots dos progenitors durant 20 dies i on, al llarg de 55-60 dies més, hauran de restar els pollets que en neixin. Cada any retornen al mateix niu.

## Alimentació
Menja insectes i aràcnids atrapats al vol.

## Hàbitat
Mostra una gran tirada pels congosts dels Prepirineus.

## Distribució geogràfica
Es troba al sud d'Europa (des de Portugal fins a Bulgària) i a tot Àfrica. La seva àrea de cria principal està compresa entre Grècia i Alemanya.

## Costums
- Als Països Catalans és un ocell estival: hi torna al març-abril, molt abans de la data de posta, i s'escampa per les zones més muntanyenques -encara que no arriba al Pirineu- on busca penya-segats per instal·lar-hi el niu. També aprofita construccions fetes pels humans, com són els ponts i alguns edificis. Pel setembre-octubre emigra a l'Àfrica a passar-hi l'hivern.[8]
- És un ocell monògam, és a dir, que només s'aparella una vegada a la vida; també és molt sociable, car construeix el seu niu integrat en colònies.
- Bat les ales lentament, de 4 a 8 vegades per segon, però amb molta força: És audible per a una persona si es troba a proximitat. És un dels ocells més ràpids que pot arribar als 110 km/h.
- Té un xiscle molt més greu que el de la falzia comuna (Apus apus) i de cadència més lenta.

## Observacions
Si bé sembla que la població que viu en el medi rural va minvant, en canvi la població que ho fa en el medi urbà va augmentant, de tal forma que el conjunt de la població es manté bastant estable.